# Gino D'Antonio
Gino D'Antonio (Milano, 16 marzo 1927 – Milano, 24 dicembre 2006) è stato un fumettista italiano.

## Biografia
Luigi D'Antonio, detto Gino, esordisce nel 1947 con il personaggio di Jess Dakota, di cui realizza testi e disegni per l'editore Mario Oriali. La sua seconda esperienza professionale comincia nel 1948 con Il Vittorioso, prestigioso settimanale a fumetti.
Nel 1951 entra a far parte dello staff dei disegnatori di Pecos Bill, uno dei personaggi più celebri dell'epoca. Dopo due anni decide però di tornare a Il Vittorioso, per cui realizza, tra l'altro, la Storia di Re Artù su testi di Mario Leone. In questo periodo avviene anche la sua prima, embrionale, esperienza da sceneggiatore: senza avvisare l'editore riscrive infatti parte della sceneggiatura della storia Il fortino sull'Huron scritta da Sandro Cassone e di cui D'Antonio doveva realizzare solo i disegni.
Lavora saltuariamente anche con le Edizioni Audace realizzando storie di El Kid (1954) e I tre Bill (1955) entrambi su testi di Gian Luigi Bonelli.
La svolta professionale avviene nel 1956 quando inizia a collaborare per il prestigioso studio D'Ami, realizzando storie per l'editore britannico Fleetway disegnando per esso molte storie di guerra e adattamenti a fumetti di grandi opere di narrativa, come Ventimila leghe sotto i mari e Moby Dick. Tale collaborazione durerà fino agli anni sessanta.
Nel 1967 comincia, per la Cepim (oggi Bonelli), quella che rimane la sua opera più famosa: Storia del West. La caratteristica principale di questa epopea fumettistica è il rigoroso lavoro di documentazione cui si sottopose D'Antonio per rappresentare con realismo il Far West. D'Antonio, oltre ai testi, ha realizzato anche una parte dei disegni, alternandosi con altri disegnatori come Renzo Calegari e Renato Polese.
Dal 1971 D'Antonio aprirà una lunga collaborazione con Il Giornalino, di cui si ricorda soprattutto Jim Lacy (su testi di Alberto Ongaro), Susanna, Il soldato Cascella, da lui scritto e disegnato, e Uomini senza gloria (sulla seconda guerra mondiale), con i disegni di Ferdinando Tacconi. Ma questo non interrompe i suoi rapporti con Bonelli, per cui realizza sia i testi che i disegni di alcuni volumi della serie Un uomo un'avventura: del numero 2 intitolato L'uomo dello Zululand cura sia i testi che i disegni, del numero 5 intitolato L'uomo del Deserto cura i testi, del numero 8 intitolato L'uomo di Pechino cura i testi, del numero 16 intitolato L'uomo di Iwo Jima cura sia i testi che i disegni, del numero 26 intitolato L'uomo del Bengala cura i testi e del numero 30 intitolato L'uomo del Ragoon cura i testi. Inoltre scriverà ancora Bella e Bronco, un altro western di minor successo, e Mac lo straniero per la rivista Orient Express.
Negli ultimi anni della sua carriera diradò l'attività di disegnatore, che reputava più impegnativa rispetto a quella di sceneggiatore. Di particolare rilievo, soggetto e sceneggiatura di diversi episodi di Nick Raider e una storia di Julia - Le avventure di una criminologa.
Muore il 24 dicembre del 2006 a Milano.
L'anno seguente vengono pubblicate postume le sue ultime fatiche come sceneggiatore: uno speciale di Tex (disegnato da Lucio Filippucci), a lungo atteso, e, sempre in collaborazione con Calegari, Bandidos, anch'esso edito dalla Bonelli.

## Riconoscimenti
- 1973 - Premio alle Tre giornate del fumetto di Genova per la Storia del West
- 1974 - Premio ANAF per la Storia del West
- 1977 - Premio ANAF "soggettista italiano in attività"
- 1978 - Premio ANAF "soggettista italiano in attività"
- 1980 - Premio "miglior sceneggiatore" alla Mostra internazionale dei cartoonist di Rapallo
- 1996 - Premio Yambo per "un maestro dei comics" al Salone Internazionale dei Comics e del Cinema d'Animazione di Lucca
- 2006 - Premio Gran Guinigi come "Maestro del Fumetto" a Lucca Comics & Games.